# Jedlnia
Jedlnia is een plaats in het Poolse district  Radomski, woiwodschap Mazovië. De plaats maakt deel uit van de gemeente Pionki en telt 3000 inwoners.